# Bielovce
Bielovce jsou obec na Slovensku v okrese Levice. První písemná zmínka o vesnici je z roku 1138. Nachází se zde římskokatolický kostel svatého Martina, novogotický Čéčiovský kostel a novoklasicistický Bošániovský zámeček.
V katastrálním území obce bylo při úpravách koryta řeky Ipeľ v roce 1985 nalezeno pravěké a středověké sídliště. Nacházelo se na ostrohu v nadmořské výšce 114 metrů a během archeologického výzkumu jej ze tří stran obtékal říční meandr. Podle získaných artefaktů bylo místo osídleno v průběhu neolitu (kultura s lineární keramikou, želiezovská skupina), eneolitu (badenská kultura), mladší doby bronzové, raného a vrcholného středověku.